# Konkurs Piosenki Eurowizji Junior 2018
16. Konkurs Piosenki Eurowizji Junior odbył się 25 listopada 2018 w Mińsku. Był to drugi konkurs Europejskiej Unii Nadawców (EBU), który miał miejsce na Białorusi.
W konkursie wzięło udział 20 państw. Finał konkursu wygrała Roksana Węgiel, reprezentantka Polski z piosenką „Anyone I Want to Be”.

## Wybór miejsca organizacji

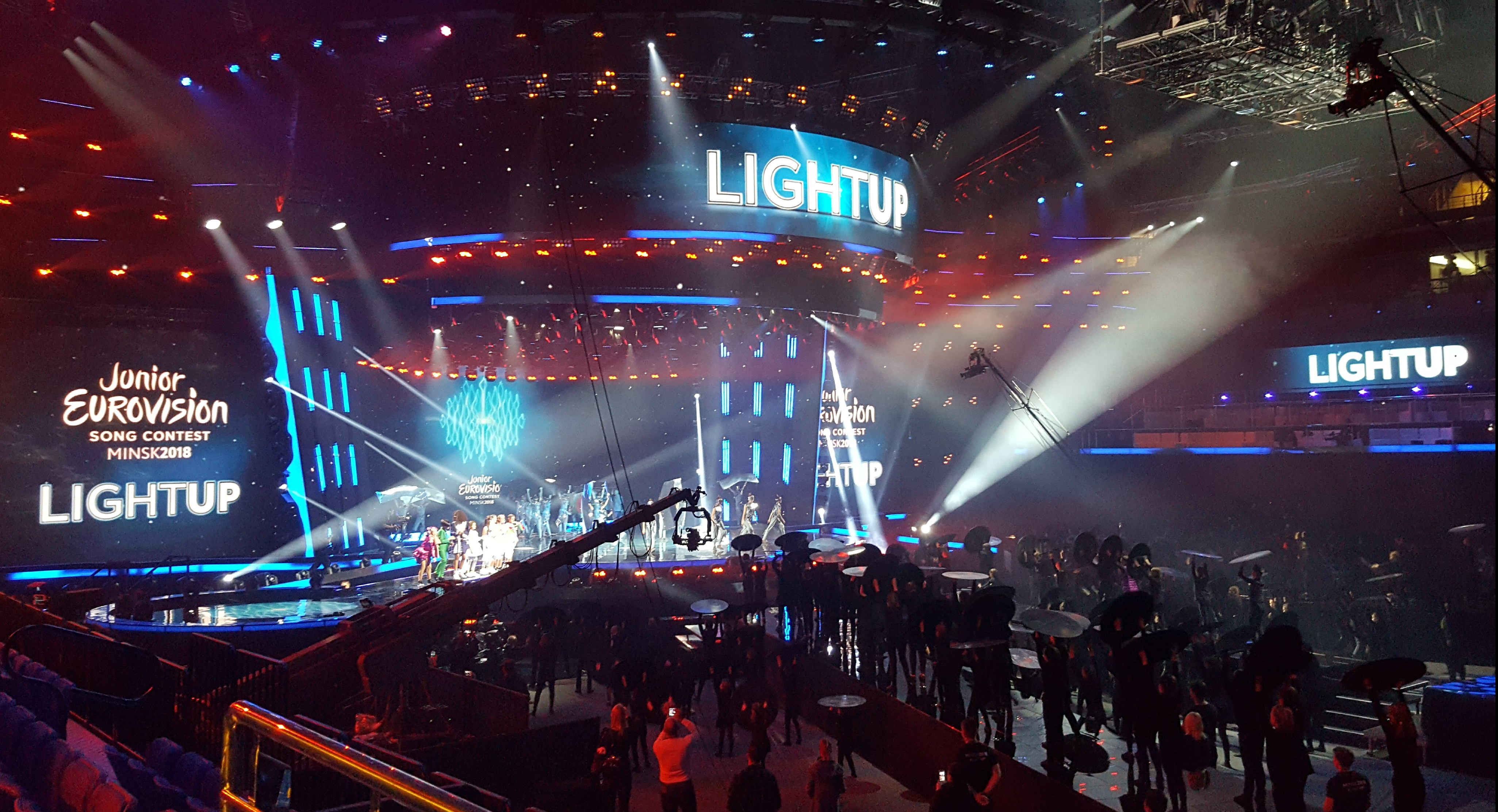
Scena konkursowa w Mińsk-Arenie

Aby zapewnić trwałość konkursu i dać więcej czasu organizatorowi na przygotowanie wydarzenia, EBU postanowiła usunąć klauzulę w regulaminie, która dawała zwycięskiemu nadawcy pierwszeństwo do organizacji kolejnego konkursu.
Krajowi nadawcy mieli możliwość złożenia wniosku o przyznanie organizacji konkursu. Po sprawdzeniu wszystkich kandydatur, wniosek z Białorusi został uznany za najlepszy. 15 października 2017 ogłoszono, że konkurs odbędzie się w Mińsku, na terenie obiektu Mińsk Arena, który już wcześniej był miejscem konkursu w 2010.
18 marca 2018 poinformowano, że konkurs odbędzie się w niedzielę, 25 listopada 2018.

## Organizacja

### Projekt logo i trofeum

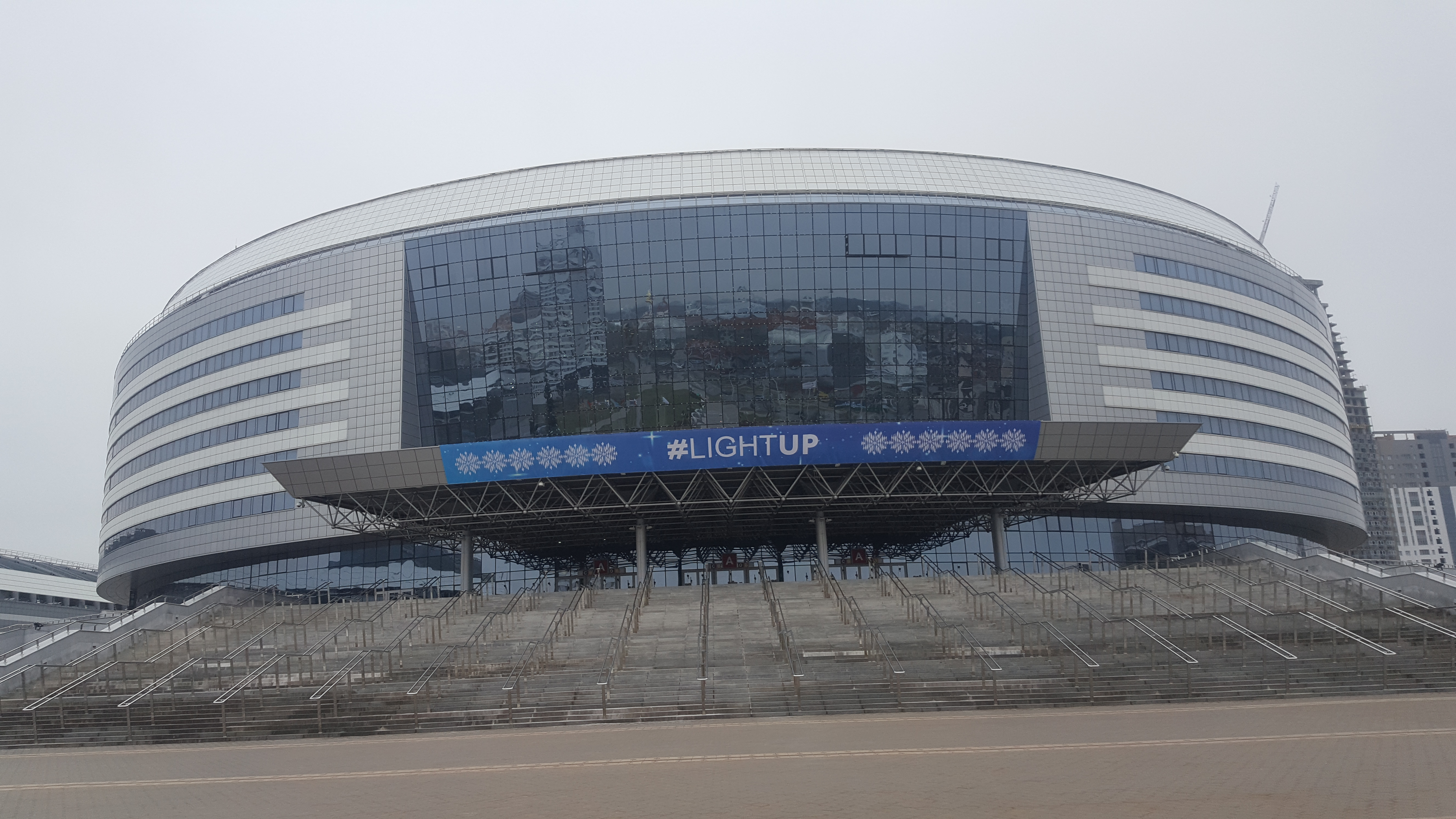
Mińsk-Arena udekorowana w plakaty promocyjne z logo konkursu

18 marca białoruska telewizja zaprezentowała oficjalne logo oraz slogan konkursu – #LightUp (pol. „Rozświetl”). W celu wybrania najlepszego motywu graficznego i sloganu zorganizowano specjalny konkurs, w którym przyjęto ponad 300 różnych projektów. Zwycięski projekt symbolizuje wschodzącą gwiazdę, która stworzona jest z pionowo obróconych fal dźwiękowych utrzymanych w graficznej formie haftu, czego inspiracją był ornament na fladze Białorusi.
Statuetkę dla zwycięzcy zaprojektował Kjell Engman ze szwedzkiej firmy szklarskiej Kosta Boda, inspirując się projektem trofeum z konkursu z 2017. Statuetka przedstawia przezroczysty mikrofon z kolorowymi wstawkami w środku, co ma symbolizować „przepływ dźwięku”.

### Prowadzący
26 października 2018 ogłoszono, że koncert finałowy konkursu poprowadzą: prezenter telewizyjny Jauhien Perlin, piosenkarka i artystka Zinaida „Zena” Kupryjanowicz oraz piosenkarka Chielena Mieraai. Gospodarzami oficjalnej ceremonii otwarcia byli prezenterzy telewizyjni: Denis Dudyński i Anna Kwiloria. Dudinsky moderował również konferencje prasowe z uczestnikami oraz producentami konkursu.

## Kraje uczestniczące

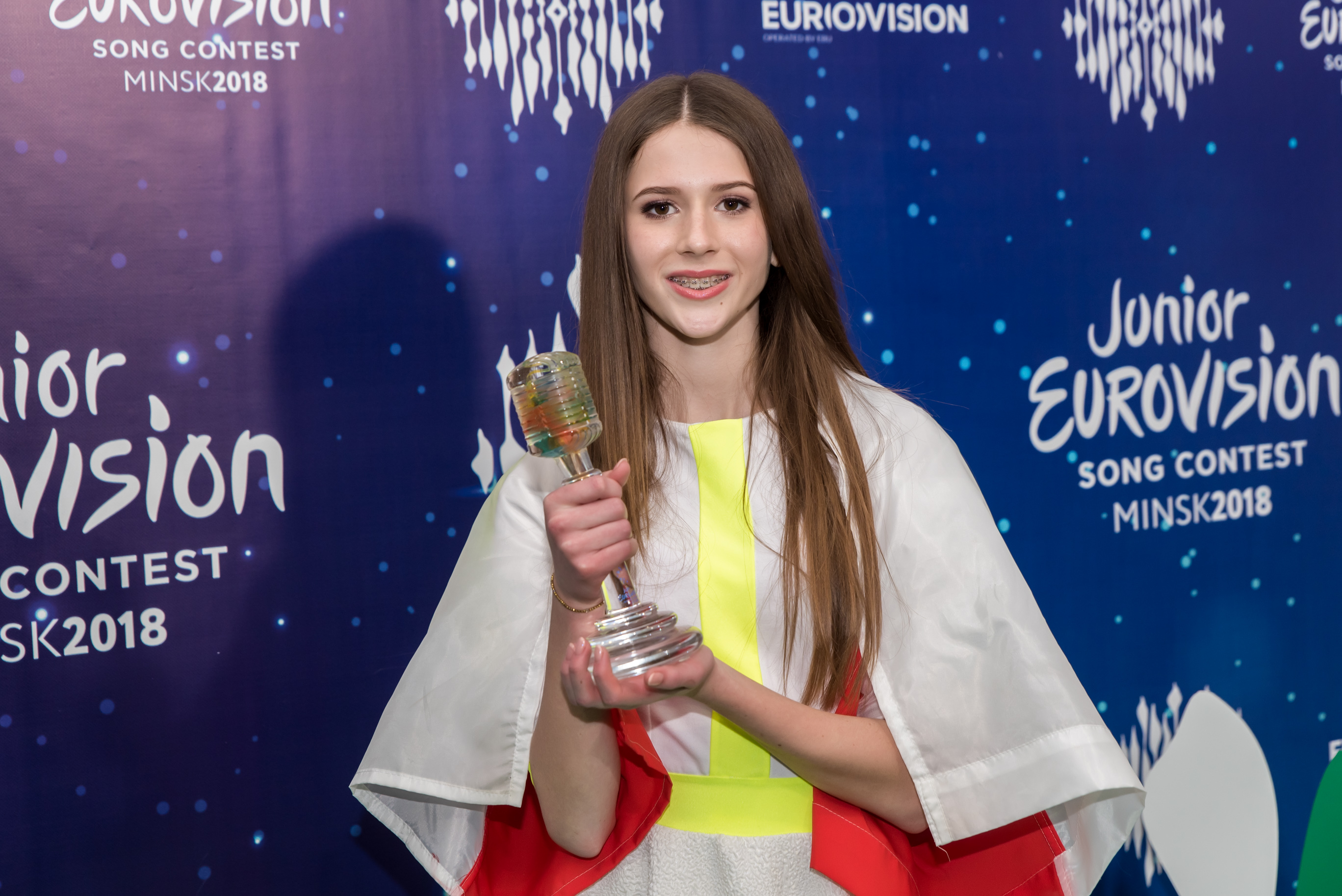
Roksana Węgiel po wygraniu 16. Konkursu Piosenki Eurowizji Junior

25 lipca 2018 EBU ogłosiła oficjalną listę państw uczestniczących w konkursie. W tej edycji wystąpiła rekordowa liczba 20 państw, w tym debiutujące telewizje z Kazachstanu i Walii oraz powracające po latach przerwy telewizje z Azerbejdżanu, Francji i Izraela. Z udziału w konkursie wycofała się telewizja z Cypru. Początkowo z uczestnictwa wycofała się również telewizja z Ukrainy, tłumacząc decyzję problemami finansowymi, jednak ostatecznie zdecydowała się na wysłanie reprezentanta na konkurs.

### Finał
EBU udostępniła kolejność startową w finale 19 listopada. Wcześniej podczas ceremonii otwarcia konkursu wylosowano pierwszy i ostatni numer startowy, a także numer startowy kraju-gospodarza (Białorusi).
| Lp. | Kraj               | Wykonawca          | Utwór                                  | Język                   | Miejsce | Punkty |
| --- | ------------------ | ------------------ | -------------------------------------- | ----------------------- | ------- | ------ |
| 1   | Ukraina            | Darina Krasnowecka | „Say Love”                             | ukraiński, angielski    | 4       | 182    |
| 2   | Portugalia         | Rita Laranjeira    | „Gosto de tudo (já não gosto de nada)” | portugalski             | 18      | 42     |
| 3   | Kazachstan         | Danelija Tuleszowa | „Òzińe sen” (Өзіңе сен)                | kazachski, angielski    | 6       | 171    |
| 4   | Albania            | Efi Gjika          | „Barbie”                               | albański, angielski     | 17      | 44     |
| 5   | Rosja              | Anna Filipczuk     | „Unbreakable”                          | rosyjski, angielski     | 10      | 122    |
| 6   | Holandia           | Max & Anne         | „Samen”                                | niderlandzki, angielski | 13      | 91     |
| 7   | Azerbejdżan        | Fidan Hüseynova    | „I Wanna Be Like You”                  | azerski, angielski      | 16      | 47     |
| 8   | Białoruś           | Daniel Jastramski  | „Time”                                 | rosyjski, angielski     | 11      | 114    |
| 9   | Irlandia           | Taylor Hynes       | „IOU”                                  | irlandzki               | 15      | 48     |
| 10  | Serbia             | Bojana Radovanović | „Svet”                                 | serbski                 | 19      | 30     |
| 11  | Włochy             | Melissa & Marco    | „What Is Love”                         | włoski, angielski       | 7       | 151    |
| 12  | Australia          | Jael               | „Champion”                             | angielski               | 3       | 201    |
| 13  | Gruzja             | Tamar Edilaszwili  | „Your Voice”                           | gruziński, angielski    | 8       | 144    |
| 14  | Izrael             | Noam Dadon         | „Children Like These”                  | hebrajski               | 14      | 81     |
| 15  | Francja            | Angélina           | „Jamais sans toi”                      | francuski, angielski    | 2       | 203    |
| 16  | Macedonia Północna | Marija Spasowska   | „Doma” (Дома)                          | macedoński              | 12      | 99     |
| 17  | Armenia            | L.E.V.O.N          | „L.E.V.O.N.”                           | ormiański               | 9       | 125    |
| 18  | Walia              | Manw               | „Perta”                                | walijski                | 20      | 29     |
| 19  | Malta              | Ela                | „Marchin’ On”                          | angielski               | 5       | 181    |
| 20  | Polska             | Roksana Węgiel     | „Anyone I Want to Be”                  | polski, angielski       | 1       | 215    |

## Wyniki
| Wyniki jurorów i internautów | Wyniki jurorów i internautów | Wyniki jurorów i internautów | Wyniki jurorów i internautów | Wyniki jurorów i internautów |
| Miejsce                      | Jurorzy                      | Punkty                       | Internauci                   | Punkty                       |
| ---------------------------- | ---------------------------- | ---------------------------- | ---------------------------- | ---------------------------- |
| 1                            | Australia                    | 148                          | Polska                       | 136                          |
| 2                            | Malta                        | 138                          | Francja                      | 117                          |
| 3                            | Gruzja                       | 105                          | Kazachstan                   | 103                          |
| 4                            | Ukraina                      | 104                          | Ukraina                      | 78                           |
| 5                            | Włochy                       | 94                           | Armenia                      | 70                           |
| 6                            | Francja                      | 86                           | Holandia                     | 68                           |
| 7                            | Polska                       | 79                           | Rosja                        | 62                           |
| 8                            | Kazachstan                   | 68                           | Włochy                       | 57                           |
| 9                            | Macedonia                    | 64                           | Australia                    | 53                           |
| 10                           | Białoruś                     | 61                           | Białoruś                     | 53                           |
| 11                           | Rosja                        | 60                           | Izrael                       | 47                           |
| 12                           | Armenia                      | 55                           | Malta                        | 43                           |
| 13                           | Izrael                       | 34                           | Portugalia                   | 42                           |
| 14                           | Holandia                     | 23                           | Gruzja                       | 39                           |
| 15                           | Azerbejdżan                  | 17                           | Irlandia                     | 36                           |
| 16                           | Irlandia                     | 12                           | Macedonia                    | 35                           |
| 17                           | Albania                      | 10                           | Albania                      | 34                           |
| 18                           | Serbia                       | 2                            | Azerbejdżan                  | 30                           |
| 19                           | Portugalia                   | 0                            | Walia                        | 29                           |
| 20                           | Walia                        | 0                            | Serbia                       | 28                           |

### Głosowanie
| Uczestnicy  | Suma punktów | Punkty od telewidzów | Punkty od jury | Punkty od jury | Punkty od jury | Punkty od jury | Punkty od jury | Punkty od jury | Punkty od jury | Punkty od jury | Punkty od jury | Punkty od jury | Punkty od jury | Punkty od jury | Punkty od jury | Punkty od jury | Punkty od jury | Punkty od jury     | Punkty od jury | Punkty od jury | Punkty od jury | Punkty od jury |
| Uczestnicy  | Suma punktów | Punkty od telewidzów | Ukraina        | Portugalia     | Kazachstan     | Albania        | Rosja          | Holandia       | Azerbejdżan    | Białoruś       | Irlandia       | Serbia         | Włochy         | Australia      | Gruzja         | Izrael         | Francja        | Macedonia Północna | Armenia        | Walia          | Malta          | Polska         |
| Ukraina     | 182          | 78                   |                | 7              | 6              | 2              | 3              | 4              | 3              | 3              | 5              | 8              | 7              |                | 10             | 8              | 5              | 10                 | 2              | 5              | 4              | 12             |
| Portugalia  | 42           | 42                   |                |                |                |                |                |                |                |                |                |                |                |                |                |                |                |                    |                |                |                |                |
| Kazachstan  | 171          | 103                  | 5              |                |                | 4              | 7              | 5              | 8              | 6              | 4              | 5              |                |                | 6              |                |                | 8                  | 4              |                | 6              |                |
| Albania     | 44           | 34                   |                |                |                |                |                |                | 1              |                | 1              |                |                |                |                |                |                | 1                  |                | 2              | 5              |                |
| Rosja       | 122          | 62                   |                | 1              | 4              |                |                | 3              | 12             | 2              |                |                |                | 8              |                | 5              |                |                    | 10             | 7              | 2              | 6              |
| Holandia    | 91           | 68                   | 1              |                |                |                | 2              |                |                |                |                | 1              |                | 3              | 2              | 3              | 4              |                    | 6              | 1              |                |                |
| Azerbejdżan | 47           | 30                   |                |                |                | 6              |                |                |                |                | 3              |                | 4              |                |                |                |                |                    |                | 3              | 1              |                |
| Białoruś    | 114          | 53                   |                | 10             | 2              |                |                | 8              | 10             |                | 2              |                | 5              | 1              | 1              |                |                |                    | 12             |                | 10             |                |
| Irlandia    | 48           | 36                   |                |                |                |                |                |                |                |                |                |                |                |                | 3              |                | 1              |                    |                |                |                | 8              |
| Serbia      | 30           | 28                   |                |                |                |                |                |                |                |                |                |                |                |                |                |                |                | 2                  |                |                |                |                |
| Włochy      | 151          | 57                   | 6              | 4              | 10             |                |                |                | 4              | 7              | 10             | 6              |                | 7              | 7              | 7              | 3              | 12                 |                |                | 8              | 3              |
| Australia   | 201          | 53                   | 12             | 12             | 3              | 7              | 10             | 12             | 6              | 12             | 7              | 3              | 12             |                | 8              | 2              | 6              | 7                  | 7              | 12             |                | 10             |
| Gruzja      | 144          | 39                   | 7              | 2              | 5              |                | 12             | 2              | 2              |                | 12             | 2              | 10             | 5              |                | 12             | 10             | 5                  | 8              | 10             |                | 1              |
| Izrael      | 81           | 47                   | 4              | 3              | 7              | 1              | 5              | 1              |                |                |                |                | 6              |                |                |                | 2              |                    |                |                | 3              | 2              |
| Francja     | 203          | 117                  |                | 5              |                | 12             | 6              | 7              | 7              | 8              | 6              | 7              |                | 4              | 4              | 1              |                | 6                  | 1              |                | 12             |                |
| Macedonia   | 99           | 35                   | 2              |                | 12             | 10             | 1              |                |                | 1              |                | 12             | 1              | 2              |                |                | 7              |                    | 5              | 4              |                | 7              |
| Armenia     | 125          | 70                   | 3              | 6              |                | 3              |                | 6              |                | 5              |                |                | 3              | 6              |                | 4              | 8              |                    |                |                | 7              | 4              |
| Walia       | 29           | 29                   |                |                |                |                |                |                |                |                |                |                |                |                |                |                |                |                    |                |                |                |                |
| Malta       | 181          | 43                   | 10             | 8              | 8              | 5              | 8              | 10             | 5              | 10             | 8              | 4              | 8              | 12             | 12             | 10             |                | 4                  | 3              | 8              |                | 5              |
| Polska      | 215          | 136                  | 8              |                | 1              | 8              | 4              |                |                | 4              |                | 10             | 2              | 10             | 5              | 6              | 12             | 3                  |                | 6              |                |                |

### Głosowanie online
Po finale konkursu ogłoszono, że przez cały okres otwartego głosowania online oddano ponad 1,2 miliona głosów ważnych.
| Wyniki głosowania online | Wyniki głosowania online | Wyniki głosowania online |
| Państwo                  | Głosy                    | Punkty                   |
| ------------------------ | ------------------------ | ------------------------ |
| Polska                   | ~150,529                 | 136                      |
| Francja                  | ~129,499                 | 117                      |
| Kazachstan               | ~114,003                 | 103                      |
| Ukraina                  | ~86,333                  | 78                       |
| Armenia                  | ~77,478                  | 70                       |
| Holandia                 | ~75,264                  | 68                       |
| Rosja                    | ~68,623                  | 62                       |
| Włochy                   | ~63,089                  | 57                       |
| Australia                | ~58,662                  | 53                       |
| Białoruś                 | ~58,662                  | 53                       |
| Izrael                   | ~52,021                  | 47                       |
| Malta                    | ~47,594                  | 43                       |
| Portugalia               | ~46,487                  | 42                       |
| Gruzja                   | ~43,166                  | 39                       |
| Irlandia                 | ~39,846                  | 36                       |
| Macedonia                | ~38,739                  | 35                       |
| Albania                  | ~37,632                  | 34                       |
| Azerbejdżan              | ~33,205                  | 30                       |
| Walia                    | ~32,098                  | 29                       |
| Serbia                   | ~30,991                  | 28                       |
| Razem                    | 1,283,921                | 1,160                    |

## Sekretarze, nadawcy publiczni i komentatorzy

### Sekretarze
Poniższy spis uwzględnia nazwiska sekretarzy ogłaszających wyniki głosowania jurorów w poszczególnych krajach z uwzględnieniem kolejności prezentowania głosów w finale.

1. Ukraina – Anastasija Baginska
(reprezentantka Ukrainy w konkursie w 2017)
2. Portugalia – Nadieżda Sidorowa[24]
3. Kazachstan – Arużan Hafiz
4. Albania – Daniil Lazuko[24]
5. Rosja – Chrusza
6. Holandia – Wincient Miranowicz[24]
7. Azerbejdżan – Valeh Huseynbeyli
8. Białoruś – Arina Rowba
9. Irlandia – Alex Hynes
10. Serbia – Lana Karić
11. Włochy – Jan Muswidas[24]
12. Australia – Ksenia Galecka[24]
13. Gruzja – Nikoloz Wasadze
14. Izrael – Adi
15. Francja – Daniil Rotenko i Lubawa Marczuk[24]
16. Macedonia – Arina Pechterewa[24]
17. Armenia – Wardan Margarian
18. Walia – Gwen
19. Malta – Milana Borodko
20. Polska – Grace

### Komentatorzy
Poniższy spis uwzględnia nazwiska komentatorów poszczególnych nadawców publicznych transmitujących koncert finałowy.

- Albania – Andri Xhahu (RTSH)
- Armenia – Mika i Dalita (H1)
- Australia – Grace Koh, Pip Rasmussen i Lawrence Gunatilaka (ABC Me)
- Azerbejdżan – Shafiga Efendiyeva (İTV)
- Białoruś – b.d. (Biełaruś-1, Biełaruś-24)
- Francja – Madame Monsieur i Stéphane Bern (France 2)
- Gruzja – Helen Kalandadze i George Abashidze (1TV)
- Holandia – Jan Smit (NPO Zapp)
- Irlandia – Mícheál Ó Ciarradh i Sinéad Ní Uallacháin (TG4)
- Izrael – Dudu Erez i Alma Zohar (Kan Hinuchit)
- Kazachstan – b.d. (Khabar 24)
- Macedonia – Eli Tanaskowska (MRT 1)
- Malta – brak komentatora (TVM)
- Polska – Artur Orzech (TVP ABC, TVP Polonia, TVP HD)
- Portugalia – Nuno Galopim (RTP1, RTP Internacional i RTP África)
- Rosja – Anton Zorkin (Karusel)
- Serbia – Tamara Petković (RTS2 i RTS Svet)
- Ukraina – Timur Mirosznyczenko (UA:Perszyj, UA:Kultura)
- Walia – Trystan Ellis-Morris i Stifyn Parri (S4C)
- Włochy – Federica Carta i Mario Acampa (Rai Gulp)

## Pozostałe kraje
Aby kraj kwalifikował się do potencjalnego udziału w Konkursie Piosenki Eurowizji Junior, musi być aktywnym członkiem Europejskiej Unii Nadawców. Nie wiadomo, czy Europejska Unia Nadawców wysyła zaproszenia do udziału wszystkim pięćdziesięciu sześciu aktywnym członkom, tak jak ma to miejsce w kwestii Konkursu Piosenki Eurowizji.

### Aktywni członkowie Europejskiej Unii Nadawców
- Bośnia i Hercegowina – 25 maja 2018 bośniacki nadawca Bosanskohercegovačka radiotelevizija (BHRT) oświadczył, że kraj nie jest w stanie zadebiutować w konkursie.
- Bułgaria – 19 maja 2018 bułgarski nadawca Byłgarska nacionałna telewizija (BNT) oświadczył, że nie ma w planach powrotu na konkurs.
- Dania – 16 lutego 2018 poinformowano, że EBU wzywa duńskiego nadawcę DR do powrotu do konkursu po 11-letniej przerwie[25]
- Jan Lagermand Lundme, szef ramienia rozrywkowego duńskiego nadawcy, zbagatelizował prawdopodobieństwo powrotu Danii do konkursu, mówiąc: „Nigdy nie mów nigdy, ale dopóki program jest taki, jaki jest teraz, na pewno nie zamierzamy powrócić. Wartości, które stawiamy w Danii w programach dla dzieci, nie pasują do wartości Konkursu Piosenki Eurowizji Junior. Wydaje się, że dzieci są na scenie i bawią się w dorosłych zamiast działać jak dzieci, a my myślimy, że to jest fundamentalnie złe. Dzieci muszą być dziećmi, nie powinny starać się być kimś, kim nie są. To dla nas bardzo smutne, ponieważ naprawdę chcieliśmy być częścią programu”[26].
- Finlandia – 24 maja 2018 fiński nadawca Yleisradio (YLE) oświadczył, że nie zadebiutuje w konkursie w 2018.
- Niemcy – 22 maja 2018 niemiecki nadawca Norddeutscher Rundfunk (NDR) oświadczył, że Niemcy nie zadebiutują w 2018[27].
- Litwa – 28 lutego 2018 roku litewski nadawca Lietuvos nacionalinis radijas ir televizija (LRT) zadeklarował, że nie wrócą do konkursu w najbliższej przyszłości. Producent wykonawczy LRT Audrius Giržadas następująco skomentował brak udziału Litwy w konkursie: „Od dawna widzieliśmy, że to po prostu klon wielkiej Eurowizji, podczas której uczestnicy starają się wyglądać jak dorośli pod każdym względem: zachowują się jak dorośli, ubierają się jak dorośli. [...] Naszym zdaniem jest to wydarzenie pozbawione smaku i niemające nic wspólnego z dzieciństwem. Małe dziewczynki wychodzące na scenę ze związanymi włosami, przyklejonymi rzęsami i gołymi brzuchami, próbujące być Beyoncé i Christiną Aguilerą – to nie jest wydarzenie, w którym chcemy brać udział”[28].
- Norwegia – 1 czerwca 2018 norweski nadawca Norsk Rikskringkasting (NRK) oświadczył, że Norwegia nie powróci do konkursu w 2018[29].
- Rumunia – 29 maja 2018 rumuński nadawca Televiziunea Română (TVR) oświadczył, że nie jest zainteresowany powrotem do konkursu[30].
- Słowenia – 23 maja 2018 słoweński nadawca Radiotelevizija Slovenija (RTV SLO) oświadczył, że kraj nie powróci, co zostało zargumentowane zmianami w regulaminie konkursu[31].
- Szwecja – 21 maja 2018 szwedzki nadawca Sveriges Television (SVT) oświadczył, że nie powróci do konkursu w 2018[32].
- Szwajcaria – 28 maja 2018 szwajcarski nadawca Radiotelevisione svizzera (RSI) oświadczył, że kraj nie powróci do konkursu[33].
- Wielka Brytania – 2 stycznia 2018 białoruski nadawca poinformował, że przedstawiciel nieznanego nadawcy brytyjskiego weźmie udział w posiedzeniu nadzorczym konkursu w 2018[34]. Dwa dni później potwierdzono, że Wielka Brytania nie weźmie udziału w spotkaniach Grupy Sterującej. W konkursie rywalizowała jednak Walia, część Wielkiej Brytanii[35].